# Greta Salóme
Greta Salóme Stefánsdóttir, ou simplement Greta Salóme, née le 11 novembre 1986 en Islande, est une chanteuse et violoniste islandaise.

## Biographie
Greta Salóme Stefánsdóttir a passé son enfance à Mosfellsbaer, une petite ville au nord de Reykjavik.

### Eurovision 2012
Le 11 février 2012, elle est choisie pour représenter l'Islande au Concours Eurovision de la chanson 2012 à Bakou, en Azerbaïdjan avec la chanson Mundu eftir mér (Souviens-toi de moi), rebaptisée Never Forget, en duo avec le chanteur Jónsi.
Le 22 mai à la fin de la première demi-finale du concours Eurovision, le duo, classé 8e sur les 18 pays représentés, se qualifie pour la finale du 26 mai. Lors de la finale, ils interprètent leur chanson en anglais comme lors de la demi-finale. Au terme du vote de tous les pays, le duo se classe 20e sur les 26 pays participants.

### Eurovision 2016
En février 2016, Greta participe à la Söngvakeppni Sjónvarpsins 2016, la sélection nationale islandaise pour le Concours Eurovision de la chanson 2016, avec la chanson Raddirnar (Les Voix). Après s'être qualifiée pour la finale elle chantera la version anglaise de sa chanson Hear Them Calling. Elle remporte la finale et devient donc la représentante de l'Islande au 61e Concours Eurovision de la chanson qui a lieu à Stockholm en Suède en mai 2016.
Elle participe à la première demi-finale le 10 mai où elle interprète donc Hear Them Calling entièrement en anglais. Après les votes, elle ne se qualifie pas pour la finale du 14 mai, se classant seulement 14e sur 18 pays.